# Paróquia São Gonçalo
A Paróquia São Gonçalo é uma circunscrição eclesiástica católica brasileira sediada no município de São Gonçalo do Rio Abaixo, no interior do estado de Minas Gerais. Faz parte da Diocese de Itabira-Fabriciano, estando situada na Região Pastoral II. Foi criada em 1º de junho de 1850 e se encontra dividida em 24 comunidades.

## História

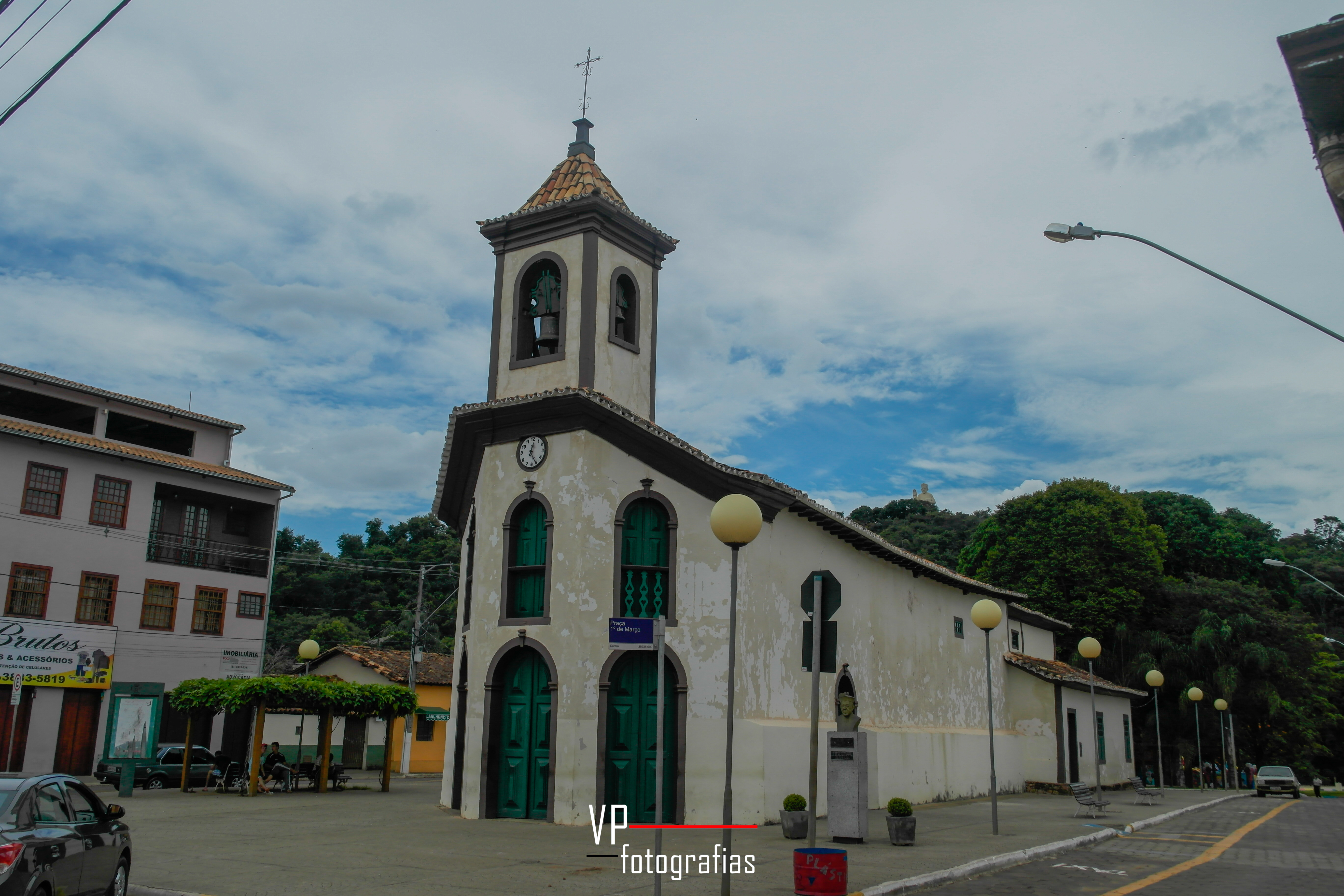
Igreja Nossa Senhora do Rosário

A Igreja Matriz de São Gonçalo foi construída em 1733 em uma área cedida por José de Holanda Braga, tendo se destacado em 1871, após a construção do cruzeiro à sua frente, que foi considerado àquela época como o maior do estado de Minas Gerais. A ereção do templo se deve ao surgimento de um povoamento, associado à presença de antigas fazendas, engenhos de cana-de-açúcar e mineração, e foi dedicado a São Gonçalo de Amarante. A criação da paróquia, em 1850, ocorreu após seu desmembramento da paróquia local de Santa Bárbara.
Além da Igreja Matriz, a Igreja Nossa Senhora do Rosário é outro templo religioso que se destaca em relação ao valor histórico, tendo sido erguida no início do século XVIII e restaurada no final do século XIX. Eventos como as festas de São Sebastião (em Vargem Alegre), do padroeiro, São Gonçalo, de Nossa Senhora de Lourdes (Recreio), São José (São José do Limoeiro), Santa Rita de Cássia (Una), Santo Antônio (Vargem Alegre), Perpétuo Socorro (Bamba), Ifigênia da Etiópia (Santa Ifigênia), Nossa Senhora Aparecida (Borges) e Imaculada Conceição (Vargem Alegre) e as celebrações da Semana Santa e de Corpus Christi também configuram-se como principais marcos culturais do município cuja manutenção é vinculada à paróquia. O aniversário da circunscrição é celebrado com missas especiais e espetáculos musicais religiosos.